# Malcolm Lowry
Malcolm Lowry (Wallasey, 28 juli 1909 – Chalvington with Ripe, 26 juni 1957) was een Engelse dichter en romanschrijver. Zijn bekendste roman is Under the Volcano (1947), in het Nederlands uitgegeven als Onder de vulkaan, verfilmd door John Huston in 1984.

## Biografie
Lowry volgde lessen aan The Leys School. In de jaren voor zijn studie maakte hij een zeiltocht naar het Verre Oosten en bezocht hij Amerika en Duitsland. Vervolgens studeerde hij aan het St Catharine's College in Cambridge en in 1931 verwierf hij zijn bachelor. Ondertussen had alcohol een belangrijke plaats in zijn leven ingenomen.

Na zijn studie in Cambridge woonde hij korte tijd in Londen waar hij onder meer Dylan Thomas ontmoette. Hierna verhuisde Lowry naar Frankrijk alwaar hij in 1934 met zijn eerste vrouw Jan Gabrial trouwde. Het stel verhuisde naar de Verenigde Staten. Als gevolg van zijn alcoholproblemen werd hij tijdens hun verblijf in New York in het Bellevue Hospital opgenomen en ontstonden er spanningen binnen het huwelijk. Later vestigde het echtpaar zich in Hollywood waar Lowry zijn eerste script schreef.
In 1936 verlieten Lowry en zijn vrouw de Verenigde Staten en vestigden zij zich in Cuernavaca, Mexico in een laatste poging hun huwelijk te redden. Uiteindelijk strandde het huwelijk alsnog; een jaar later bleef Lowry alleen achter in Oaxaca. Later zou hij omwille van overmatig drankgebruik uit Mexico worden verbannen.
In 1939 verhuisde Lowry naar Canada en in 1940 huwde hij met de actrice en schrijfster Margerie Bonner. Lowry en zijn vrouw woonden en werkten in de buurt van Dollarton, Brits-Columbia ten noorden van Vancouver. Bonner bleek een positieve invloed te hebben op Lowry. Ze corrigeerde zijn manuscripten. Verder zorgde ze ervoor dat hij gezonder leefde. Alhoewel Lowry zwaar bleef drinken was het een relatief rustige en productieve periode voor hem.
Lowry overleed een maand voor zijn 48e verjaardag aan de gevolgen van overmatig alcoholgebruik, mogelijk in combinatie met een overdosis slaappillen.

## Oeuvre
De meeste manuscripten van Lowry zijn onvoltooid en dus onuitgegeven. Van zijn twee romans is Onder de vulkaan (1947) algemeen geaccepteerd als een van de grootste werken van de 20e eeuw (nummer 11 van Modern Library’s 100 Best Novels of the 20th century.). Dit boek is een voorbeeld van zijn manier van schrijven en het veelvuldig gebruik van autobiografisch materiaal dat gecombineerd wordt met een complex en gelaagd gebruik van symbolisme. “Onder de vulkaan” beschrijft een serie van complexe en ongewild destructieve relaties tegen de achtergrond van een rijk beschreven Mexico.
Ultramarine (1933), geschreven tijdens Lowry’s eerste jaren aan de universiteit, volgt een jonge man tijdens zijn eerste zeereis en diens besluit om aanvaard te worden door de bemanning.

In 1961 werd een verzameling korte verhalen gepubliceerd onder de titel Hear Us, O Lord from Heaven Thy Dwelling Place. Selected Poems of Malcolm Lowry (1962) werd door Earle Birney samengesteld.
De novelle Lunar Caustic werd heruitgegeven na te zijn bewerkt door de weduwe van de schrijver. Dit is een samenvoeging van verschillende vroegere werken die het verblijf in Bellevue Hospital behandelden. Lowry zelf had de bedoeling om hier een volledige roman van te maken.

Margerie werkte samen met Douglas Day om uit de nagelaten manuscripten twee boeken samen te stellen. Deze werden uitgegeven als Dark as the Grave Wherein my Friend is Laid (1968) en October Ferry to Gabriola (1970).
Selected Letters of Malcolm Lowry (1965) kwam tot stand door de samenwerking van Margerie met Harvey Breit. Sherrill E. Grace publiceerde in de jaren 1990 Sursam Corda! The Collected Letters of Malcolm Lowry.
Lowry’s bewerking van F. Scott Fitzgeralds Tender Is the Night voor het scherm werd ook uitgebracht. Zijn laatste, onafgewerkte, manuscript La Mordida werd eveneens uitgegeven.
Volcano: An Inquiry into the Life and Death of Malcolm Lowry (1976) is een documentaire geproduceerd door de National Film Board of Canada die werd genomineerd voor een Oscar. De film werd geregisseerd door Brittain Kramer en John Kramer. De documentaire begint met Lowry’s levenseinde, waarna het leven van de schrijver wordt onderzocht. Delen van Onder de vulkaan worden door Richard Burton voorgelezen terwijl beelden uit Mexico, de Verenigde Staten, Canada en Engeland worden getoond.

## Postume uitgaven
- Hear Us O Lord from Heaven Thy Dwelling Place (1961)
- Selected Poems of Malcolm Lowry (1962)
- Lunar Caustic (1968)
- Dark as the Grave wherein my Friend is Laid (1968)
- October Ferry to Gabriola (1970)
- The Voyage That Never Ends (2007), een selectie van gedichten, verhalen en brieven, samengesteld door Michael Hofmann

## Biografie
- Lowry, a Biography, Douglas Day (1973)
- Volcano: An Inquiry Into the Life and Death of Malcolm Lowry,[3] National Film Board of Canada, (1976)
- Malcolm Lowry Remembered, G. Bowker, ed (1985)
- Pursued by Furies: A Life of Malcolm Lowry, G. Bowker (1993)
- Inside the Volcano: My Life with Malcolm Lowry, Jan Gabrial (2000)